# Замостя (Вінниця)
Замо́стя — місцевість у Вінниці, назва якої дала ім'я утвореному 1972 року Замостянському району міста.
Вперше ця назва згадується в XVI столітті як назва маєтку старости Струся — дворець Замостьє. Маєток був побудований навпроти Нового міста поблизу мосту через Південний Буг. З часом це землеволодіння розширилося і в другій половині XVIII ст. воно вже мало вигляд містечка. Розбудові цього містечка сприяло скасування кріпосного права 1861 року та побудова залізничного вокзалу поблизу Вінниці.
1864 року тут народився визначний письменник Михайло Коцюбинський; його батьківська хата збереглася донині, тепер тут міститься музей письменника.
Замостя стало промисловою частиною міста: тут містилися потужні заводи: агрегатний (майстерні започатковані у кінці XIX ст.), хімічний (початок XX ст.), підшипниковий, радіоламповий. Ці підприємства припинили своє існування із крахом соціалістичної економіки.
Замостя прийнято поділяти на Ближнє та Дальнє.
Ближнє Замостя — це великий масив на лівому березі Південного Бугу від площі Героїв Чорнобиля (Жовтева) далі по вул. Київській до Київського мосту і вулиць Чорновола (Чекістів) та Стрілецької (Черврноармійської) до колишнього заводу «ХІМПРОМ» по вулиці Батозькій (Кірова) і площі Привокзальної (Героїв Сталінграду). У вінничан загалом популярна інша назва Ближнього Замостя — Варшава.
Хоча Варшавою прийнято називати північну частину історичного Замостя. Це власне вулиця Замостянська від Площі Перемоги до Стрілецької.
Дальнє Замостя, це — масив включно індустріальною зоною між вулицями Стрілецькою (Червноармійською) та Зулінського (Тарногородського) з півдня на північ. вулицею Київською та Батозькою (Кірова) з заходу на схід.
Також до великого Замостя чи колишнього адміністративного Замостянського району, також включається район за залізничною колією та вулицею Максима Шимка (Карла Маркса) .
Вулиці: Юрія Клена (Фурманова), Павла Тичини, Миколи Зерова (Пархоменка) та район Військового містечка між вулицями Максима Шимка (Карла Маркса) та Гетьмана Мезепи (Чехова).